# Zerolandia (casa discografica)
La Zerolandia è stata una casa discografica italiana.

## Storia
Fondata da Renato Zero nel 1978, trasse il nome dall'album Zerolandia, la prima emissione pubblicata dall'etichetta.
La sede era a Roma, mentre la distribuzione venne curata dall'RCA Italiana dal 1978 al 1986. Dal 1987, con l'acquisizione della RCA da parte della BMG, l'etichetta continuò a essere distribuita da quest'ultima.
Tra gli artisti che incisero per l'etichetta, oltre a Renato Zero, vi furono: Farida, Massimo Morante, Yo Yokaris e Gepy & Gepy.
Nel 1993, con il passaggio di Zero alla Sony Music, Zerolandia chiuse i battenti per lasciare spazio alla concomitante Fonòpoli, la nuova etichetta discografica fondata dal cantautore romano che traeva il nome dall'associazione culturale fondata e presieduta da Zero.

## Dischi
La datazione qui riportata si basa sull'etichetta del disco o sulla copertina; qualora nessuno di questi elementi abbia una datazione, è basata sulla numerazione del catalogo; talora è, infine, basata sul codice della matrice di stampa. Se esistenti, sono riportati, oltre all'anno, il mese e il giorno (quest'ultimo dato si trova, a volte, stampato sul vinile).

### 33 giri
| Numero di catalogo | Anno | Interprete      | Titoli                        |
| ------------------ | ---- | --------------- | ----------------------------- |
| PL 31400           | 1978 | Renato Zero     | Zerolandia                    |
| PL 31436           | 1979 | Renato Zero     | EroZero                       |
| PL 31530           | 1980 | Renato Zero     | Tregua                        |
| PL 31580           | 1981 | Renato Zero     | Icaro                         |
| PL 31611           | 1981 | Renato Zero     | Artide Antartide              |
| PL 31644           | 1982 | Massimo Morante | Corpo a corpo                 |
| PL 31660           | 1982 | Renato Zero     | Via Tagliamento 1965/1970     |
| PL 31731           | 1984 | Renato Zero     | Leoni si nasce                |
| PL 31738           | 1984 | Renato Zero     | Identikit                     |
| PL 34387           | 1984 | Renato Zero     | Soggetti smarriti             |
| ZL 71539           | 1987 | Renato Zero     | Zero                          |
| ZL 74236           | 1989 | Renato Zero     | Voyeur                        |
| ZL 74952           | 1991 | Renato Zero     | Prometeo                      |
| 74321 13543        | 1993 | Renato Zero     | Quando non sei più di nessuno |

### Q Disc
| Numero di catalogo | Anno | Interprete      | Titoli     |
| ------------------ | ---- | --------------- | ---------- |
| PG 33414           | 1981 | Farida          | Complicità |
| PG 33439           | 1983 | Massimo Morante | Esclusivo! |
| PG 33440           | 1983 | Renato Zero     | Calore     |

### 45 giri
| Numero di catalogo | Anno | Interprete                                  | Titoli                        |
| ------------------ | ---- | ------------------------------------------- | ----------------------------- |
| PB 6230            | 1978 | Renato Zero                                 | Triangolo/Sesso o esse        |
| PB 6311            | 1979 | Renato Zero                                 | Il carrozzone/Baratto         |
| PB 6314            | 1979 | Farida (sul lato A)/Yo Yokaris (sul lato B) | Io donna/Il mago delle nuvole |
| PB 6473            | 1980 | Renato Zero                                 | Amico/Amore sì, amore no      |
| PB 6476            | 1980 | Farida                                      | Al limite di noi/Io donna     |
| PB 6477            | 1980 | Yo Yokaris                                  | Il mago delle nuvole/Il tempo |
| PB 6523            | 1981 | Renato Zero                                 | Galeotto fu il canotto/Più su |
| PB 6608            | 1982 | Massimo Morante                             | Corsari/Fanatico              |
| PB 6629            | 1982 | Renato Zero                                 | Soldi/Resisti                 |
| ZB 42709           | 1989 | Gepy & Gepy                                 | Per lei/Per lei               |